# Gefecht bei Tillendorf
1. Phase: Schwedische Dominanz (1700–1709)
Dänischer Kriegsschauplatz (1700)
Humlebæk • Tönning I 
Livländ./ Estnischer Kriegsschauplatz (1700–1708)
Riga I • Jungfernhof • Varja • Pühhajoggi • Narva • Petschora • Düna • Rauge • Erastfer • Hummelshof • Embach • Tartu • Narva II • Wesenberg I • Wesenberg II
Ingermanländ./ Finnischer Kriegsschauplatz (ab 1701)
Archangelsk • Ladogasee • Nöteborg • Nyenschanz • Newa • Systerbäck • Petersburg • Wyborg I • Porvoo • Newa II • Koporje II • Kolkanpää
Litauisch-weißrussischer Kriegsschauplatz (1702–1706)
Vilnius • Saladen • Jakobstadt • Gemauerthof • Mitau • Grodno I • Olkieniki • Njaswisch • Klezk • Ljachawitschy
Polnischer Kriegsschauplatz (1702–1706)
Klissow • Pułtusk • Thorn • Lemberg • Warschau • Posen • Punitz • Tillendorf • Rakowitz • Praga • Fraustadt • Kalisch 
Russischer Kriegsschauplatz (1708–1709)
Grodno II • Golowtschin • Moljatitschi • Rajowka • Lesnaja • Desna • Baturyn • Koniecpol • Weprik • Opischnja • Krasnokutsk • Sokolki • Poltawa I • Poltawa II
2. Phase: Schweden in der Defensive (1710–1721)
Baltischer und Finnischer Kriegsschauplatz (bis 1714)
Riga II • Wyborg II • Pernau • Kexholm • Reval • Hogland • Pälkäne • Storkyro • Nyslott • Hanko 
Schwed./Norwegischer Kriegsschauplatz (1710–1721)
Helsingborg • Køge-Bucht • Bottnischer Meerbusen • Frederikshald I • Dynekilen-Fjord • Göteborg I • Strömstad • Trondheim • Frederikshald II • Marstrand • Ösel • Göteborg II • Södra Stäket • Grönham • Sundsvall
Norddeutscher Kriegsschauplatz (1711–1716)
Elbing • Wismar I • Lübow • Stralsund I • Greifswalder Bodden I • Stade • Rügen • Gadebusch • Altona • Tönning II • Stettin • Fehmarn • Wismar II • Stralsund II • Jasmund • Peenemünde • Greifswalder Bodden II • Stresow 
Das Gefecht bei Tillendorf (heute Tylewice, Polen) am 9. November 1704 war eine militärische Auseinandersetzung im Großen Nordischen Krieg.
Ein russisches Korps unter dem Oberst Görtz wurde bei Tillendorf bei Fraustadt, in der Nähe von Schlesien von einer schwedischen Abteilung unter Kommando von General Otto Vellingk vollständig vernichtet.

## Vorgeschichte
| \| Gefecht bei Tillendorf \| |
| Lage des Schlachtfeldes      |
| Gefecht bei Tillendorf       |

Der Entthronungskrieg Karls XII. gegen August den Starken ging in sein viertes Jahr, ohne das bisher eine endgültige Entscheidung militärisch herbeigeführt wurde. Die Sachsen erhielten zunehmend Unterstützung durch russische Kontingente.
Das Heer Karls XII. war 1704 in Richtung Lemberg marschiert, um die Stadt einzunehmen und die Sachsen zu einer offenen Feldschlacht zu zwingen. Posen und die Hauptstadt Warschau blieb derweil ohne nennenswerten Schutz. Diese Situation nutzte ein sächsisch-russisches Heer. Nachdem die Sachsen erfolgreich in Warschau einmarschiert waren und August der Starke seinen Thronanspruch erneut gefestigt hatte, wandten sie sich wieder Richtung Posen, um auch diese befestigte Stadt zu belagern.
Die Nachrichten über das Herannahen des Schwedenkönigs aus Lemberg sowie der Rückzug Augusts des Starken aus Warschau verunsicherten die Belagerer. Am 2. Oktober wurde der geordnete Rückzug angetreten. Dieser fand in der Nacht statt und die Schweden marschierten triumphierend am Morgen aus der Stadt um die Sachsen zu verfolgen. Die sächsische Armee flüchtete Richtung Heimat. Auf dem Weg nach Sachsen verbanden sie sich mit der Armee von Schulenberg. Auch das russische Korps zog sich zurück.

## Verlauf
Die schwedische Armee unter Karl XII., hatte zuvor das sächsische Kontingent unter Johann Matthias von der Schulenburg in der Schlacht bei Punitz gestellt aber nicht verhindern können, dass sich diese auf sicheres Reichsterritorium retten konnte, auf das die Schweden nicht ohne weiteres Zugriff hatten.
Oberst Görtz, der die vier russischen Regimenter kommandierte, war die Obra hinauf marschiert, um sich dort mit den Truppen unter Johann Reinhold von Patkul zu vereinigen. Die sächsische und die russische Infanterie trennte sich aber, um schneller vorrücken zu können. Daher nahmen die russischen Regimenter auch nicht an der Schlacht bei Punitz teil.
Das schwedische Korps von Karl XII. blieb nach der Schlacht bei Punitz vier Meilen von der Oder bei dem Dorf Krangelwitz. Als die Nachricht einging, dass sich bei Tillendorf eine 1500 Mann starke russische Abteilung befand, wurde diese von den Schweden angegriffen. Die schwedische Abteilung unter Velingk bestand aus vier Kavallerie- und ein Dragonerregiment.
Die Russen verfügten über 14 Kanonen und bildete zu ihrer Verteidigung eine Wagenburg. Die Wagenburg wurde von den Schweden gestürmt. Die Russen flüchteten dann in das Dorf. Einige Hundert der Russen sammelten sich dort und feuerten aus den Fenstern auf die Schweden. Die Russen wollten sich nicht ergeben und kämpften bis fast zum letzten Mann. Viele der Russen verbrannten in den Häusern. Lediglich sechs Russen überlebten das Gefecht. Den Schweden fielen neben den 14 Kanonen 4 Fässer Geld in die Hände.

## Folgen
Nachdem von Vellingk die Nachricht vom Gefecht einging, machte sich das königliche Korps auf dem Weg dahin. Am 11. November inspizierte Karl XII. das Gefechtsfeld bei Tillendorf, auf dem die Russen noch immer unbeerdigt lagen.
Hinterher wollte Patkul den kommandierenden Oberst Görtz dazu zwingen, vor ein gemischtes sächsisch-russisches Kriegsgericht gestellt zu werden, da er ihn für den Verlust des Schatzes verantwortlich machte. Görtz entzog sich jedoch einem Zugriff und ging zu den Schweden über.
Mitte Dezember nahmen die Schweden ihre Winterquartiere entlang der schlesischen Grenze auf von der sie mögliche Truppenbewegungen der Sachsen beobachten konnten.